# Jos Van Riel
Jos Van Riel (Ekeren, Bélgica; 16 de noviembre de 1943-Amberes, Bélgica; 19 de enero de 2023) fue un futbolista de Bélgica que jugaba en la posición de defensa.

## Biografía
Van Riel comenzó a jugar al fútbol en Ekeren Donk. Más tarde jugó en Kalmthout y luego en Sportkring Sint-Niklaas en Sint-Niklaas y en KFC Diest en Diest. En 1973 firmó un contrato con Royal Antwerp. Jugó 99 partidos con el equipo en la Pro League belga, la Copa de Bélgica y en partidos de la UEFA Europa League. Jugando de defensa tuvo la camiseta número uno y marcó ocho goles ligueros. En sus dos primeras temporadas, 1973–74 y 1974-75 en la Primera División belga, se convirtió en subcampeón de Bélgica. En su tercer y último año, terminó undécimo con el equipo en la Primera División belga de 1975–76. En 1975 estuvo en el equipo durante la Copa de Bélgica 1974-75, donde perdieron 1-0 ante el RSC Anderlecht. [1]

## Muerte
Van Riel murió el 19 de enero de 2023, a la edad de 79 años. [1]
Referencias

## Carrera

### Club
| Periodo   | Club                    |
| --------- | ----------------------- |
| 1967–1970 | Sportkring Sint-Niklaas |
| 1970–1973 | KFC Diest               |
| 1973–1976 | Royal Antwerp           |

## Logros
- Subcampeón de la Primera División de Bélgica: 1973-74, 1974/75
- Finalista de la Copa de Bélgica: 1974/75